# Unione Sportiva Bari 1936-1937
Questa voce raccoglie le informazioni riguardanti l'Unione Sportiva Bari nelle competizioni ufficiali della stagione 1936-1937.

## Stagione
Nella stagione 1936-1937 il Bari disputò il quarto campionato di Serie A a girone unico della sua storia.

## Divise
| 1ª divisa |

## Organigramma societario
Area direttiva
- Presidente: Vincenzo Signorile, poi Peppino Abbruzzese

Area tecnica
- Allenatore: Tony Cargnelli

## Rosa
| N. |                   | Ruolo | Calciatore            |
| -- | ----------------- | ----- | --------------------- |
|    | Italia (bandiera) | P     | Cesare Casirago       |
|    | Italia (bandiera) | P     | Alferio Cubi          |
|    | Italia (bandiera) | D     | Luigi Caldarulo       |
|    | Italia (bandiera) | D     | Raffaele Mancini      |
|    | Italia (bandiera) | D     | Nereo Marini          |
|    | Italia (bandiera) | D     | Duilio Setti          |
|    | Italia (bandiera) | C     | Giovanni Braga        |
|    | Italia (bandiera) | C     | Francesco Capocasale  |
|    | Italia (bandiera) | C     | Attilio Ferraris (IV) |
|    | Italia (bandiera) | C     | Domenico Giacobbe     |
|    | Italia (bandiera) | C     | Lorenzo Paradiso      |

| N. |                     | Ruolo | Calciatore            |
| -- | ------------------- | ----- | --------------------- |
|    | Italia (bandiera)   | A     | Raffaele Costantino   |
|    | Italia (bandiera)   | A     | Luigi Ferrero         |
|    | Italia (bandiera)   | A     | Cesare Grossi         |
|    | Italia (bandiera)   | A     | Giorgio Dentuti       |
|    | Italia (bandiera)   | A     | Elio Grolli           |
|    | Italia (bandiera)   | A     | Mario Loetti          |
|    | Italia (bandiera)   | A     | Balilla Lombardi      |
|    | Ungheria (bandiera) | A     | Ferenc Ottavi         |
|    | Italia (bandiera)   | A     | Raffaele Rossini      |
|    | Paraguay (bandiera) | A     | Oreste Sallustro (II) |
|    | Italia (bandiera)   | A     | Alcide Ivan Violi     |

## Risultati

### Serie A

#### Girone di andata
| Arbitro: | Galeati (Bologna) |

|                |           |             |
| Costantino 48’ | Marcatori | 90’ Gabetto |

| Arbitro: | Salvagno (Trieste) |

|                        |           |                               |
| Andreolo 3’ Busoni 19’ | Marcatori | 56’ Violi 63’ (aut.) Andreolo |

| Arbitro: | Mastellari (Bologna) |

|          |           |  |
| Violi 6’ | Marcatori |  |

| Arbitro: | Ciamberlini (Sampierdarena) |

|           |           |  |
| Negro 70’ | Marcatori |  |

| Arbitro: | Caironi (Milano) |

|                                           |           |  |
| Ferrero 7’, 15’ Grolli 36’ Costantino 82’ | Marcatori |  |

| Arbitro: | Salvatori (Roma) |

|              |           |           |
| Rizzotti 80’ | Marcatori | 60’ Violi |

| Arbitro: | Galeati (Bologna) |

|  |           |            |
|  | Marcatori | 3’ Bollano |

| Arbitro: | Gonani (Ravenna) |

|                                                            |           |                      |
| Subinaghi 12’, 34’ D'Alberto 47’, 71’ Caldarulo 75’ (aut.) | Marcatori | 17’ Grolli 66’ Violi |

| Arbitro: | Ciamberlini (Sampierdarena) |

|                 |           |  |
| Grolli 14’, 47’ | Marcatori |  |

| Lucca 29 novembre 1936 | Lucchese         | 0 – 0 | Bari | Stadio Porta Elisa\| Arbitro: \| Salvatori (Roma) \| |
| Arbitro:               | Salvatori (Roma) |       |      |                                                      |

| Arbitro: | Mastellari (Bologna) |

|                                           |           |              |
| Violi 16’ Paradiso 59’ Ferrero 82’ (rig.) | Marcatori | 53’ Venditto |

| Arbitro: | Mazzarini (Roma) |

|              |           |            |
| Giacobbe 44’ | Marcatori | 31’ Frossi |

| Arbitro: | Caironi (Milano) |

|                                                       |           |           |
| Buscaglia 8’, 68’, 75’ (rig.), 90’ Baldi III 18’, 37’ | Marcatori | 85’ Violi |

| Arbitro: | Salvagno (Trieste) |

|                               |           |                |
| Costantino 33’ Capocasale 52’ | Marcatori | 14’ Banchero I |

| Arbitro: | Bertolio (Torino) |

|                                   |           |           |
| Baldo 53’ D'Odorico 54’ Viani 72’ | Marcatori | 18’ Violi |

#### Girone di ritorno
| Arbitro: | Zelocchi (Modena) |

|                  |           |  |
| Borel II 5’, 10’ | Marcatori |  |

| Arbitro: | Bevilacqua (Viareggio) |

|  |           |               |
|  | Marcatori | 20’ Reguzzoni |

| Arbitro: | Curradi (Firenze) |

|           |           |            |
| Rocco 38’ | Marcatori | 56’ Grolli |

| Arbitro: | Carminati (Milano) |

|                                          |           |             |
| Perazzolo 11’ Pantani 27’ Arcari III 66’ | Marcatori | 15’ Mancini |

| Arbitro: | Caironi (Milano) |

|            |           |              |
| Grolli 36’ | Marcatori | 11’ Borsetti |

| Arbitro: | Saracini (Ancona) |

|                                    |           |           |
| Costantino 7’, 10’, 67’ Grolli 28’ | Marcatori | 58’ Torri |

| Arbitro: | Mazza (Torre del Greco) |

|                                     |           |  |
| Bodini II 40’ (rig.) Battistoni 70’ | Marcatori |  |

| Arbitro: | Scarpi (Dolo) |

|             |           |  |
| Rossini 52’ | Marcatori |  |

| Arbitro: | Mazzarini (Roma) |

|                                 |           |  |
| Capra 35’, 55’, 61’ Gabardo 51’ | Marcatori |  |

| Arbitro: | Gnocchini (Como) |

|                       |           |  |
| Ferrero 43’ Violi 81’ | Marcatori |  |

| Arbitro: | Saracini (Ancona) |

|                                           |           |  |
| Biagi 6’ Loetti 34’ (aut.) Ferrara II 85’ | Marcatori |  |

| Arbitro: | Galeati (Bologna) |

|                       |           |                        |
| Meazza 15’ Frossi 55’ | Marcatori | 60’ Loetti 89’ Rossini |

| Bari 2 maggio 1937 | Bari             | 0 – 0 | Torino | Stadio della Vittoria\| Arbitro: \| Gonani (Ravenna) \| |
| Arbitro:           | Gonani (Ravenna) |       |        |                                                         |

| Arbitro: | Pirovano (Monza) |

|  |           |                 |
|  | Marcatori | 15’, 17’ Grossi |

| Arbitro: | Bevilacqua (Viareggio) |

|  |           |                         |
|  | Marcatori | 21’ Busani 32’ Camolese |

### Coppa Italia

#### Sedicesimi di finale
| Arbitro: | Forni (Treviso) |

|                        |           |                                       |
| Loik 38’ Gregar II 42’ | Marcatori | 20’ Violi 25’ Costantino 55’ Lombardi |

#### Ottavi di finale
| Arbitro: | Mazza (Torre del Greco) |

|                 |           |                 |
| Faccenda II 29’ | Marcatori | 10’, 15’ Grolli |

#### Quarti di finale
| Arbitro: | Dattilo (Roma) |

|                        |           |                     |
| Grolli 25’ Dentuti 85’ | Marcatori | 31’ Capra 84’ Boffi |

| Arbitro: | Dattilo (Roma) |

|                                 |           |             |
| Capra 5’ Cresta I 63’ Boffi 80’ | Marcatori | 81’ Ferrero |

## Statistiche

### Statistiche di squadra
| Competizione | Punti | In casa | In casa | In casa | In casa | In casa | In casa | In trasferta | In trasferta | In trasferta | In trasferta | In trasferta | In trasferta | Totale | Totale | Totale | Totale | Totale | Totale | DR  |
| Competizione | Punti | G       | V       | N       | P       | Gf      | Gs      | G            | V            | N            | P            | Gf           | Gs           | G      | V      | N      | P      | Gf     | Gs     | DR  |
| ------------ | ----- | ------- | ------- | ------- | ------- | ------- | ------- | ------------ | ------------ | ------------ | ------------ | ------------ | ------------ | ------ | ------ | ------ | ------ | ------ | ------ | --- |
| Serie A      | 27    | 15      | 8       | 4       | 3       | 22      | 10      | 15           | 1            | 5            | 9            | 13           | 35           | 30     | 9      | 9      | 12     | 35     | 45     | -10 |
| Coppa Italia |       | 1       | 0       | 1       | 0       | 2       | 2       | 3            | 2            | 0            | 1            | 6            | 6            | 4      | 2      | 1      | 1      | 8      | 8      | 0   |
| Totale       | -     | 16      | 8       | 5       | 3       | 24      | 12      | 18           | 3            | 5            | 10           | 19           | 41           | 34     | 11     | 10     | 13     | 43     | 53     | -10 |

### Statistiche dei giocatori[2]
| Giocatore         | Serie A  | Serie A | Coppa Italia | Coppa Italia | Totale   | Totale |
| Giocatore         | Presenze | Reti    | Presenze     | Reti         | Presenze | Reti   |
| ----------------- | -------- | ------- | ------------ | ------------ | -------- | ------ |
| G. Braga          | 29       | 0       | 3            | 0            | 32       | 0      |
| L. Caldarulo      | 18       | 0       | 3            | 0            | 21       | 0      |
| F. Capocasale     | 6        | 1       | 1            | 0            | 7        | 1      |
| C. Casirago       | 16       | -25     | 1            | -2           | 17       | -27    |
| R. Costantino     | 22       | 6       | 3            | 1            | 25       | 7      |
| A. Cubi           | 14       | -20     | 3            | -6           | 17       | -26    |
| G. Dentuti        | 4        | 0       | 3            | 1            | 7        | 1      |
| A. Ferraris (IV)  | 29       | 0       | 2            | 0            | 31       | 0      |
| L. Ferrero        | 20       | 4       | 3            | 1            | 23       | 5      |
| D. Giacobbe       | 5        | 1       | -            | -            | 5        | 1      |
| E. Grolli         | 30       | 5       | 4            | 3            | 34       | 8      |
| C. Grossi         | 4        | 2       | 2            | 0            | 6        | 2      |
| M. Loetti         | 26       | 1       | 4            | 0            | 30       | 1      |
| B. Lombardi       | 3        | 0       | 1            | 1            | 4        | 1      |
| R. Mancini        | 5        | 1       | 2            | 0            | 7        | 1      |
| N. Marini         | 26       | 0       | 3            | 0            | 29       | 0      |
| F. Ottavi         | 2        | 0       | 1            | 0            | 3        | 0      |
| L. Paradiso       | 15       | 1       | -            | -            | 15       | 1      |
| R. Rossini        | 12       | 2       | 1            | 0            | 13       | 2      |
| O. Sallustro (II) | 3        | 0       | -            | -            | 3        | 0      |
| D. Setti          | 16       | 0       | 2            | 0            | 18       | 0      |
| A.I. Violi        | 25       | 11      | 2            | 1            | 27       | 12     |